# Kristine Roug
Kristine Roug, född den 12 mars 1975 i Hørsholm, är en dansk seglare.
Hon tog OS-guld i europajolle i samband med de olympiska seglingstävlingarna 1996 i Atlanta.